# Neuer Weg 20 (Quedlinburg)

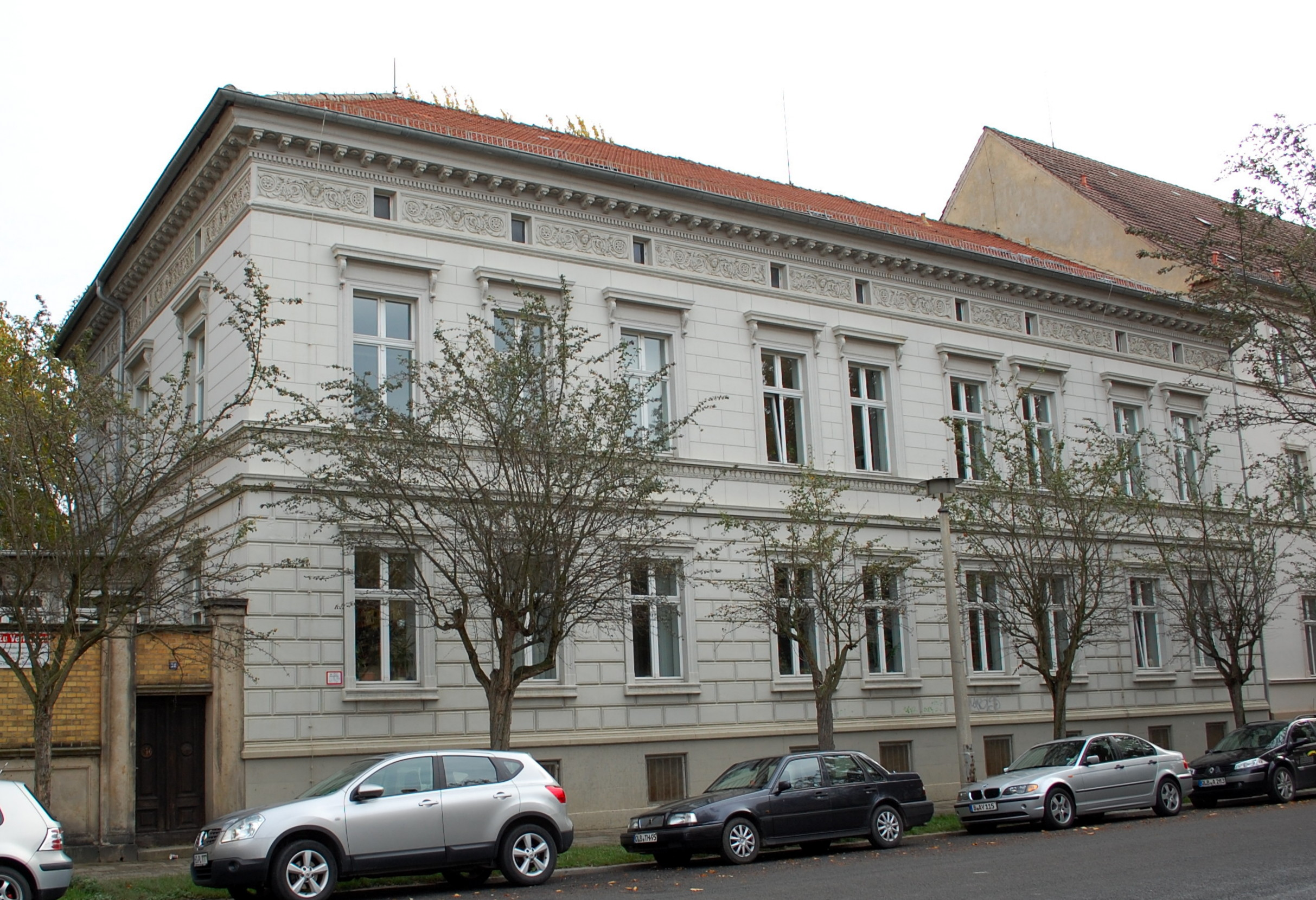
Haus Neuer Weg 20

Das Haus Neuer Weg 20 ist eine denkmalgeschützte Villa in Quedlinburg in Sachsen-Anhalt.

## Lage
Die Villa ist im Quedlinburger Denkmalverzeichnis eingetragen und befindet sich südlich der historischen Quedlinburger Altstadt.

## Architektur und Geschichte
Die Villa entstand im Stil des Klassizismus in der Zeit um 1820 außerhalb der städtischen Bebauung. Sie war damit eine der frühen vorstädtischen Bebauung. Als Vorgängerbau wird unter der Adresse Neuer Weg 20 allerdings ein 1686 von Martin Lange errichtetes Fachwerkhaus geführt, auf den nach Überlieferung des Heimatforschers Adolf Brinkmann die Inschrift M. MARTEN LANGEN verwies. Die Villa diente als Fabrikantenvilla des benachbarten späteren Saatzuchtbetriebes Gebrüder Dippe. Bemerkenswert sind die Stuckverzierungen an der Fassade. Gartenseitig verfügt das Haus über einen Altan.
An der Nordseite des Hauses wurde im Eingangsbereich um 1890 eine hölzerne Loggia angefügt. Das Haus ist von einer alten Parkanlage umgeben. Teile der Grundstückseinfriedung gehen auf die historische Quedlinburger Stadtbefestigung zurück.